# (194970) Márai
(194970) Márai, désignation internationale (194970) Marai, est un astéroïde de la ceinture principale.

## Description
(194970) Marai est un astéroïde de la ceinture principale. Il fut découvert le 13 janvier 2002 à Piszkesteto par Krisztián Sárneczky et Zsuzsanna Heiner. Il présente une orbite caractérisée par un demi-grand axe de 2,66 UA, une excentricité de 0,13 et une inclinaison de 2,4° par rapport à l'écliptique.

## Compléments